# 27452 Nikhilpatel
27452 Nikhilpatel è un asteroide della fascia principale. Scoperto nel 2000, presenta un'orbita caratterizzata da un semiasse maggiore pari a 3,0564240 UA e da un'eccentricità di 0,1762871, inclinata di 1,31815° rispetto all'eclittica.